# Aguas Calientes (Argentine)
Pour les articles homonymes, voir Aguas Calientes.
Aguas Calientes est une ville et municipalité argentine située dans le département d'El Carmen, province de Jujuy.

## Géographie
Elle se situe à 567 mètres d'altitude, et à 60 km au sud de San Salvador de Jujuy. La commission municipale a été fondée le 15 septembre 1985. La ville fut nommée Aguas Calientes en 1899.

## Géologie
Il présente un zócalo sédimentaire paléozoïque, apparaissant à travers des fenêtres tecto-érosives. Ils constituent le noyau de la sierra, recouvrant de manière discordante une couverture sédimentaire méso-cénozoïque. Ce complexe sédimentaire s'est développé en cycles successifs, principalement marins. Les minéraux de la formation Yacoraite comprennent des calcaires dolomitiques, des travertins et des aragonites.

## Démographie
Elle compte 2 563 habitants (Indec, 2010), ce qui montre la tendance à la croissance soutenue mise en évidence lors du précédent recensement.